# Gordurinha
Waldeck Artur de Macedo (Salvador, 10 de agosto de 1922 — Rio de Janeiro, 16 de janeiro de 1969), mais conhecido por seu nome artístico Gordurinha, foi um humorista, compositor, radialista e cantor brasileiro.

## Carreira
Trabalhou também com teatro, excursionando por todo o país. A fama de humorista relegou a um segundo plano o talento de compositor.
Gordurinha tentou na década de 1940 a sorte no Rio de Janeiro. Não logrando êxito, retornou a Salvador para, em 1952, retornar ao Rio e ingressar na Rádio Nacional. Neste período, grava os cinco discos de sua carreira, com canções de teor humorístico. Antes da sua morte, começou a gravar discos com mensagens mais diretas e interventivas, todas relacionadas com as realidades da vida. Merecem destaque, neste capítulo, as canções "Eu Sem Caminho" e "Pedido a Padre Cícero".
Ele ganhou o apelido quando trabalhava no circo de Joval Rios, um mestre circense que viu Waldeck em uma crise de asma e sem camisa, daí surgiu o apelido irônico "Gordurinha", pela sua extrema magreza. 

## Sucessos musicais
Entre seus maiores sucessos estão "Mambo da Cantareira", em que critica o transporte marítimo realizado na Baía de Guanabara naquela época, "Chiclete com Banana", "Súplica Cearense" — gravada por nomes como Merino Silva, Luiz Gonzaga, Fagner, Elba Ramalho e a banda O Rappa, entre outros — "Baiano Burro Nasce Morto", "Baiano Não É Palhaço", "Orora Analfabeta" e "Vendedor de Caranguejo". Algumas de suas músicas foram regravadas depois de sua morte com grande êxito, como "Chiclete com Banana", presente no disco "Expresso 2222" de Gilberto Gil, e "Vendedor de Caranguejo", sucesso com Ary Lobo e regravada por vários nomes da MPB, como Gilberto Gil e Clara Nunes.

## Homenagem
Em 2019, a rádio do Senado Federal dedicou um programa especial aos 50 anos da morte do compositor.